# Глезненська Пасіка
Глезненська Пасіка (рос. Глезненская Пасека) — колишній хутір у Глезненській сільській раді Любарського району Бердичівської округи Української СРР.

## Населення
У 1906 році на хуторі проживало 3 мешканців, дворів — 1, у 1923 році — 2 мешканців, дворів — 1.

## Історія
У 1906 році — хутір Деревицької волості (5-го стану) Новоград-Волинського повіту Волинської губернії. Відстань до повітового центру, м. Новоград-Волинський, становила 76 верст, до волосного центру с. Деревичі — 6 верст. Поштове відділення — Любар.
У березні 1921 року, в складі волості, переданий до новоутвореного Полонського повіту Волинської губернії. У 1923 році увійшов до складу новоствореної Глезненської сільської ради, яка 7 березня 1923 року включена до складу новоутвореного Полонського району Шепетівської округи. Розміщувався за 24 версти від районного центру міст. Полонне. 21 серпня 1924 року, в складі сільської ради, включений до Любарського району Житомирської округи. 17 червня 1925 року Любарський район передано до складу Бердичівської округи.
Виключений з обліку населених пунктів до 1 жовтня 1941 року.